# ジョン・ストッセル
ジョン・フランク・ストッセル（John Frank Stossel、1947年3月6日 - ）は、アメリカ合衆国のリバタリアンであり、テレビ司会者、著述家、ジャーナリスト、評論家である。ABCニュースやフォックス・ビジネスでのキャリアで知られる。
ストッセルは、報道と解説を組み合わせたスタイルをとる。それは、リバタリアニズムの政治哲学と、自由市場を強く支持する経済観念を反映したものである。ストッセルのキャリアは、KGWの調査員から始まり、ニューヨークのWCBS-TVで消費者レポーターを務めた後、ABCニュースに入社し『グッド・モーニング・アメリカ』の消費者担当記者となった。週1回のニュース番組『20/20』の記者となった後、共同キャスターを務めた。2009年10月にABCニュースを退社し、フォックス・ビジネスに移籍した。2009年12月から2016年12月まで、週1回のニュース番組『ストッセル』の司会を務めた。
これまでにエミー賞を19回、全米記者クラブの賞を5回受賞している。
著書に、"Give Me a Break"（2004年）、"Myths, Lies, and Downright Stupidity"（2007年）、"No They Can't! Why Government Fails but Individuals Succeed"（2012年）がある。
ストッセルは、気候変動に関する科学的コンセンサスや受動喫煙の健康リスクに対して懐疑的である。

## 若年期
ストッセルは、1947年3月6日にイリノイ州クック郡シカゴハイツで生まれた。両親は、ヒトラーの台頭の前にドイツからアメリカに渡ったユダヤ人だった。両親は渡米後に会衆派教会に入信し、ストッセルはプロテスタントとして育った。2人兄弟であり、兄は医学者のトーマス・P・ストッセルである。
シカゴの富裕層が多く住む地区であるノースショアで育ち、ニュートリアー高校を卒業した。ストッセルは兄のトーマスについて、「家族の中のスーパースター」であり、「私がパーティーやポーカーに興じている間に、彼は真剣に勉強し、成績を上げ、ハーバード大学医学大学院に入学した」と述べた。学生時代の自分については、「無関心な学生」であり、「プリンストン大学での授業中はほとんど他のことを考えていた。大学院に出願したのは単に野心を持っていたからで、成功したい21歳にとって大学院は正しい道のように思えた」と述べた。シカゴ大学大学院に合格したが、勉強にはもう飽きていたストッセルは、大学院に入学する前に一旦就職して、気持ちを切り替えようと考えた。

## キャリア

### 初期
大学在学中は『シアトル・マガジン』への入社を希望していたが、卒業とともに廃刊になった。そこで得た人脈からオレゴン州ポートランドのテレビ局KGWに入社し、ニュースルームの雑用係から、調査員、記者へと昇進して行った。数年後、ストッセルはディレクターから、番組に出て自分の記事を自分で記事を読んでみてはどうかと言われた。当初は緊張したが、デイヴィッド・ブリンクリーやジャック・パーキンスの放送をよく見て手本にしたという。また、ストッセルは子供の頃から吃音症だった。
その数年後、ストッセルはニューヨークのCBS系列局のWCBS-TVにディレクターのエド・ジョイスにより採用された。CBSでは調査にかけられる時間が制限され、KGWよりも報道の質が悪いと感じ、CBSに失望した。CBSの組合の就業規則では、社員が余計な仕事をすることを抑止していたが、ストッセルはその「余計な仕事」により社員が独創的になると思っていた。ストッセルは、「特定の利害関係者による取引を初めて本格的に知った」と語っている。また、ストッセルはジョイスについて「冷淡で批判的」であると感じて嫌っていたが、自分の記事のアイデアを自由に追求させてくれたことや、吃音を治すためにバージニア州ロアノークのホリンズ通信研究所を勧めてくれたことについては評価している。
ストッセルは、アサインメント・エディターのニュース感に従わなければならないことに、次第に不満を募らせるようになった。吃音のため、ストッセルは他の記者と同じ題材を取材することを避けていた。他の記者よりも大きな声で質問を叫ばなければならない記者会見では成功できないと思っていたからである。しかしそれにより、政府発表や選挙、火事や犯罪などの事件よりも、女性運動やコンピューター技術の発展、避妊法の進歩など、ゆっくり起こる出来事の方が重要であることに気づいた。このアイデアはアサインメント・エディターに却下よりされたが、ストッセルは、記事にしたいアイデアの一覧をジョイスに直接手渡し、ジョイスはそれを承認した。
ストッセルはアメリカ吃音財団のスポークスマンを務めている。

### 『20/20』
1981年、プロデューサーのルーン・アーリッジの紹介で、ストッセルはABCニュースに転職し、『20/20』の特派員や『グッド・モーニング・アメリカ』の消費者レポーターとなった。ストッセルは、政府の規制やポップカルチャー、検閲、根拠のない恐怖などの様々なテーマを懐疑的に取り上げるコーナー"Give Me a Break"を担当した。このコーナーは、1994年からは独立した1時間番組となった。『20/20』に出演している期間中に『リーズン』誌に出会い、そのリバタリアニズム的な考えに共感した。2003年5月からは『20/20』の共同キャスターとなり、この頃には初めての著書"Give Me a Break: How I Exposed Hucksters, Cheats, and Scam Artists and Became the Scourge of the Liberal Media"を執筆していた。この本は2004年に出版された。この本の中でストッセルは、ジャーナリズムや消費者向けの報道を始めたときのことや、いかにリバタリアニズム的な考えを持つようになったかについて書いている。

### フォックスニュースとフォックスビジネス

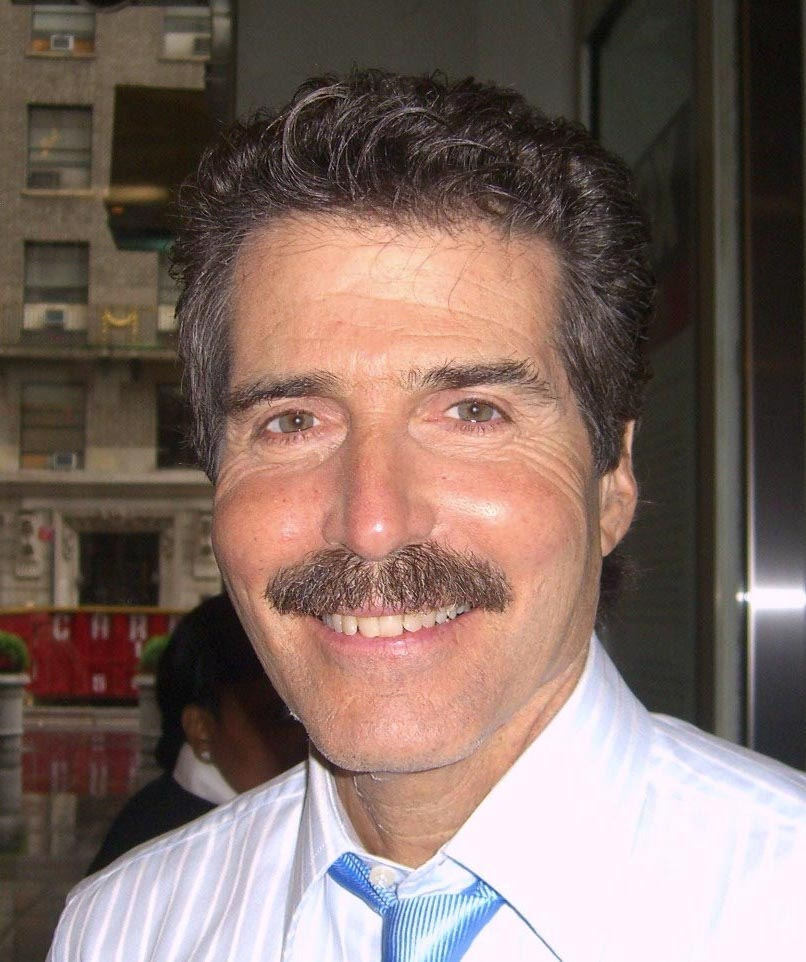
ストッセル（2010年）

2009年9月、ストッセルがABCニュースを退社して、ニューズ・コーポレーション傘下のフォックス・ニュース、フォックス・ビジネスに移籍することが発表された。『ザ・オライリー・ファクター』に週1回出演するほか、フォックス・ニュースの1時間番組の司会を務めたり、その他の番組にゲスト出演したりしている。
2009年12月から2016年12月まで、フォックス・ビジネスで自身の名前を冠した番組『ストッセル』が放送されていた。この番組では、市民的自由、医療ビジネス、自由貿易など、個人の自由、自由市場資本主義、小さな政府に関する問題を取り上げていた。2016年12月16日に放送された最終回で、ストッセルは、今後は自分と同じような意見を持つ若いジャーナリストを育てたいと述べ、これからもフォックスの番組にはゲスト出演し、『リーズン』誌のYouTubeチャンネル「リーズンTV」の番組制作にも協力してゆくと述べた。フォックス・ビジネスとフォックス・ニュースのサイトでは、ストッセルのブログ「Stossel's Take」が公開されている。

### ストッセルTV
2019年、ストッセルは、ソーシャルメディアを通じて毎週動画を配信する「ストッセルTV」を立ち上げた。ストッセルTVでは、政府の規制や施策の有効性に異議を唱え、自由市場が人々の生活をより良くすることや、自由社会の原則・利点を説明している。

### 執筆活動
ストッセルはこれまでに3冊の本を出版している。
"Give Me a Break: How I Exposed Hucksters, Cheats, and Scam Artists and Became the Scourge of the Liberal Media"（いい加減にしろ: いかにして私は広告業者、いかさま師、詐欺師を暴き、リベラルメディアの悩みの種となったか）は、2005年にハーパー・ペレニアルから出版された自叙伝で、それまでの自身のキャリアと、リベラリズムからリバタリアニズムへの思想の変化について書いている。この本の中でストッセルは、政府による規制に反対し、自由市場と民間企業を信じ、不法行為法改革を支持し、社会サービスを政府から民間団体に移すべきだと主張している。この本は、「ニューヨーク・タイムズのベストセラーリスト」に11週に渡って掲載された。
"Myths, Lies, and Downright Stupidity: Get Out the Shovel – Why Everything You Know Is Wrong"（神話、嘘、正真正銘の愚かさ: シャベルですくい出せ ― なぜあなたが知っていることは全て間違っているのか）は、2007年にハイペリオンブックスから出版された本で、一般的な考え方の妥当性に疑問を投げかけるとともに、自身が保守派だと評されているがそれは真実ではないと主張している。
2012年4月10日、サイモン&シュスターから"No, They Can't: Why Government Fails – But Individuals Succeed"（あいつらにはできない: なぜ政府は失敗し、個人は成功するのか）が出版された。この本では、問題を解決するための政府の政策により新たな問題が生み出されており、自由な個人や民間セクターのほうが政府よりも効率的に仕事をすることができると主張している。
リバタリアンのパルマー・R・チャイター基金（フリー・トゥー・チューズ・ネットワーク）からの資金援助により、ストッセルとABCニュースは1999年から、公立学校向けの教材シリーズ"Stossel in the Classroom"を開始した。2006年にCenter for Independent Thoughtに引き継がれ、毎年新しい教材DVDをリリースしている。2006年、ストッセルとABCは、経済教育評議会の基準に基づいたビデオ教材シリーズ"Teaching Tools for Economics"をリリースした。
2011年2月から、クリエイターズ・シンジケートを通じて新聞コラムを毎週寄稿している。ニュースマックス、リーズン、タウンホールなどのWebサイトにもストッセルの記事が掲載されている。

## 主張
ストッセルの報道や著書は、一般に信じられていることを否定することを目的としているが、その過程で誤解を招くような誤った主張を増進することもあった。『20/20』の"Myths and Lies"では、リベラル的な信念に対し疑問を投げかけた。1998年10月6日に放送された、ストッセルが司会を務めたABCニュースの特別番組"The Power of Belief"は、超常現象の主張と、それを信じたいという人々の欲求に焦点を当てた。別の番組では、DDTの使用規制は誤りであり、それにより主に貧しい国の子供が何百万人も死んでいると説明した。

### リバタリアニズム

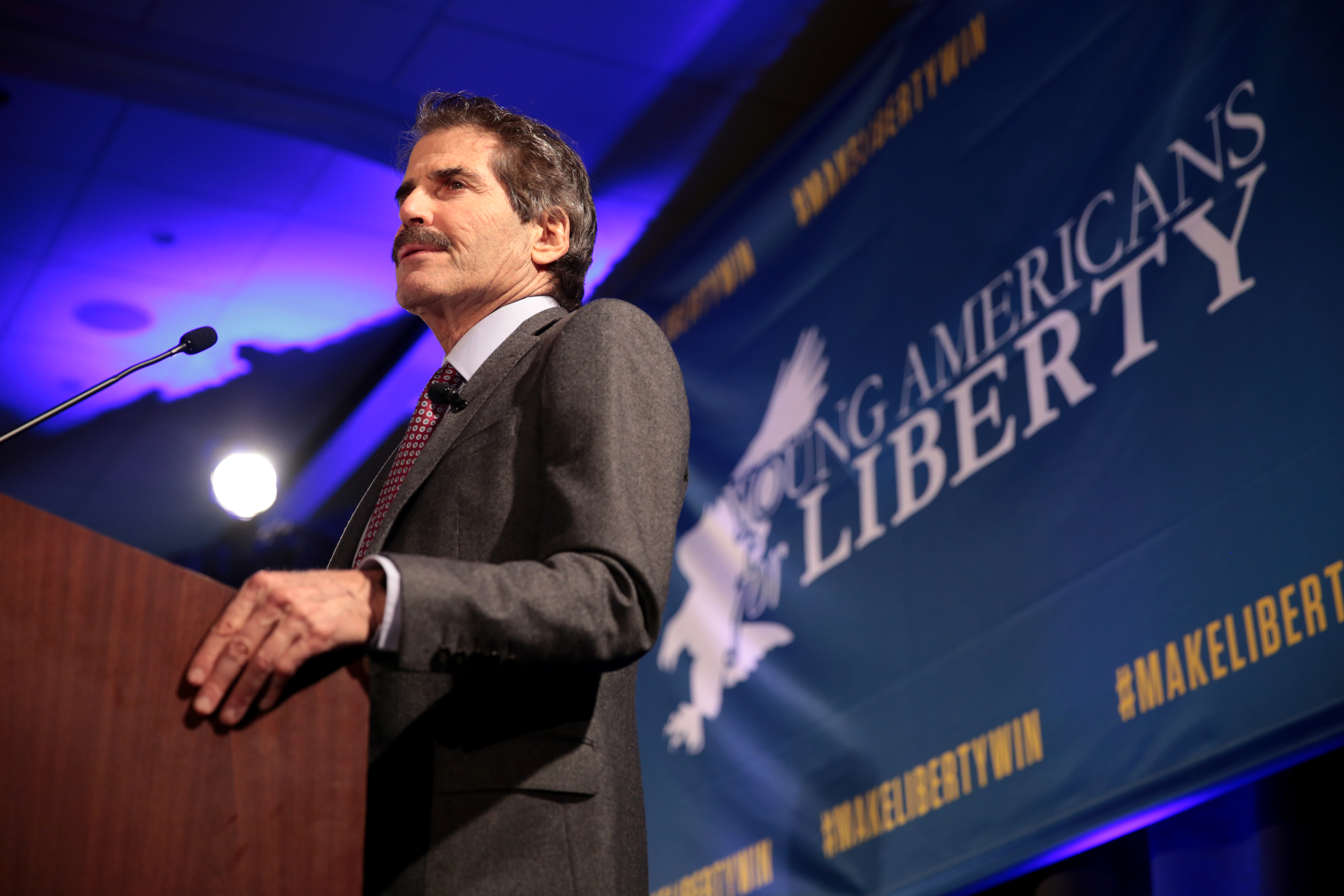
ヤング・アメリカンズ・フォー・リバティーの会合で公演するストッセル（2018年）

ストッセルはリバタリアンとして、文化自由主義と自由市場の両方を信じていると述べている。ストッセルはテレビ放送を通じて、このような意見を広め、自由市場資本主義や経済競争に対する視聴者の不信感に異議を唱えている。
ストッセルは、個人の利己心、すなわち「欲」が、より懸命に働き、革新を起こすための動機を生み出すと主張している。ストッセルは、アメリカの公立学校を改善する方法として、ベルギーの教育バウチャーのような公立学校選択制を推奨した。
ストッセルは、政府の取り組みは非効率で不経済で有害であると批判している。また、アメリカの法制度についても批判し、弁護士や訴訟担当者が濫訴の動機となっていると指摘している。ストッセルは、より大きな経済力を持つ者によって本当に傷つけられた人々を救済するために訴訟が必要であることは認めているが、濫訴を減らすための方法の一つとして、アメリカでも弁護士費用にイギリス式ルールを採用することを提唱している。
ストッセルは、最低賃金、企業福祉、ベイルアウト、イラク戦争などに反対している。また、ポルノ、マリファナ、娯楽的薬物使用、ギャンブル、ダフ屋、売春、複婚、自殺幇助などを法律で禁止することにも反対しており、人工妊娠中絶は原則的に合法であるべきだと考えている。ストッセルは、アメリカ食品医薬品局(FDA)の廃止に賛成している。
税の引き下げと簡素化を提唱し、一律課税への移行や、所得税の代わりにフェアタックスを導入することなど、税制を変えるための様々なアイデアを、自身の番組で支持し、検討してきた。
公正労働基準法に基づいて策定された、1947年の最高裁判決に基づく無給インターンの雇用に関する連邦ガイドラインを2010年4月に労働省が改訂した際、ストッセルはこのガイドラインを批判した。フォックスニュースの番組『アメリカライブ』に警官の制服を着て登場し、「私は無給のインターンでキャリアを築いてきたし、インターンたちは私にそれは素晴らしいと言ってくれた。私は、大学で学んだことよりも、あなたがたから学んだことの方が多い」と述べた。「そんなに価値があるなら、なぜあなたは彼らにお金を払わないのか」と聞かれると、「私にはそんな余裕はない」と答えた。
ストッセルは、チャールズ・コーク研究所の研究員である。2020年5月21日、リバタリアン党全国大会の大統領選挙候補者討論会の司会を務めた。

### 科学
2014年12月、ストッセルは、「副流煙で人が死ぬということを示したデータはない」という誤った主張をした。ファクトチェックサイトのポリティファクトは、この発言を「誤り」と評価し、副流煙によって人が死ぬことを示す科学的研究が多数あること示した。
2001年、メディア監視団体フェアネス・アンド・アキュラシー・イン・レポーティング(FAIR)は、ストッセルのドキュメンタリー"Tampering with Nature"における地球温暖化に関する報道について、情報を過度に選択しており、国連の気候変動に関する政府間パネルのメンバー2000人のうち、3人が述べた反対意見を強調しすぎていると批判した。

## 賞賛と批判

### 受賞
2001年までに、ストッセルはエミー賞を19回受賞している。全米記者クラブから最優秀消費者向け報道賞を5回受賞したほか、ジョージ・ポルク賞地方報道部門やピーボディ賞を受賞している。
2012年4月23日、チャップマン大学から学長賞を授与された。この賞の受賞者は、過去150年間でごくわずかである。また、2008年にはグアテマラのフランシスコ・マロキン大学から名誉博士号を授与された。

### 称賛
ノーベル経済学賞受賞者のミルトン・フリードマンは「ストッセルは、経済学を細かい所まで理解しているテレビコメンテーターというレアな存在である」と称賛した。『フォーブス』誌編集者のスティーブ・フォーブスは、ストッセルは人を惹きつける魅力があり、「アメリカで最も敏腕で勇敢なジャーナリストの一人」であると評価した。ジャーナリスト、政治風刺家のP・J・オルークは、ストッセルについて次のように述べている。
| 「 | ……ジョン・ストッセルの事実認定について。彼は、定説を破壊する真実を探し求め、あらゆる不合理に対し理性を働かせ、殊勝ぶった理想主義を台無しにする……彼は気を狂わすほど狂っている。そして、ストッセルが語る度を越した物語は、度を越して面白い。 | 」 |

リバタリアン団体のAdvocates for Self Governmentは、ストッセルを賞賛する記事を掲載した。インディペンデント・インスティテュートのリサーチアナリストのアンソニー・グレゴリーは、ルー・ロックウェルが運営するWebサイト「LewRockwell.com」に寄稿した記事において、ストッセルを「英雄的な悪党...メディアの異端児であり、国家主義的で順応主義的なマスメディアにおける自由の擁護者」と評した。リバタリアンの投資アナリストのマーク・スカウゼンは、ストッセルについて「真のリバタリアンのヒーロー」と述べている。

### 批判と論争
フェアネス・アンド・アキュラシー・イン・レポーティング(FAIR)やメディア・マターズ・フォー・アメリカ(MMfA)などの左派の団体は、ストッセルの報道はバランスを欠いており、事実を歪曲していると批判している。例えば、ストッセルは1999年10月11日の番組の中で、エイズの研究に関して「より多くの人が死亡しているパーキンソン病の25倍の資金が投入されている」と述べたが、FAIRは、1999年のアメリカにおいては、実際にはエイズによる死者の方が多いと指摘した。
2000年2月、Salon.comの特集"Prime-time propagandist"（現代のプロパガンディスト）の中で、デイヴィッド・マスティオは、ストッセルは講演で得た利益を"Stossel in the Classroom"という非営利団体に寄付しているが、同団体はストッセルが作成した教材を学校に提供しており、利益相反であると述べた。
ストッセルは1999年9月の番組"Is America #1?"（アメリカはナンバーワンか?）の中で、テキサス大学の経済学者ジェームズ・K・ガルブレイスの映像を使って、アメリカが実践している自由市場経済をヨーロッパにも導入するようガルブレイスが提唱しているかのように伝えたが、これに対してガルブレイスは、この映像は、社会保障などのアメリカの社会的所得再分配システムの一部をヨーロッパでも採用することを提唱したものであり、これを経済にも適用することには反対であると述べた。ストッセルは、ガルブレイスの見解について不正確な説明をしたことを否定し、ガルブレイスがその番組の全ての意見に同意しているとする意図はなかったと述べた。しかし、2000年9月の再放送では、その部分を再編集して、「ガルブレイスのようなヨーロッパの政策を好む経済学者でさえ、今ではアメリカの成功を認めている」と変更された。
『ハリウッド・リポーター』誌によれば、ストッセルが公開した動画"Government Fueled Fires"に対しファクトチェッカーが「誤解を招く」(misleading)と表示したことから、2021年9月、ストッセルはFacebookを名誉毀損で訴えた。ストッセルは、この表示によって、自身の視聴者層と評判に対する損害が生じたと述べている。

#### デビッド・シュルツ事件
1984年12月28日、『20/20』でプロレスラーのデビッド・シュルツにインタビューしたが、ストッセルが「プロレスは『フェイク』だ」と述べた後、シュルツはストッセルを2発殴った。その8週間後、ストッセルは耳の痛みと耳鳴りを覚えるようになった。ストッセルはシュルツが所属するWWFを訴え、28万ドルの賠償金で和解した。著書"Myths, Lies, and Downright Stupidity"でストッセルは、訴訟により罪のない人々が傷つくと考え、後悔していると述べた。シュルツは、WWFのトップであるビンス・マクマホンの指示でストッセルを殴打したと主張した。

#### 有機野菜
2000年2月に放送された『20/20』の有機野菜に関する報道で、ストッセルは「有機農法の野菜と従来の野菜のいずれのサンプルの検査でも残留農薬は検出されなかった」「有機食品は大腸菌に汚染されている可能性が高い」と発言した。環境ワーキンググループ(EWG)は、ストッセルの発言、特に細菌に関する発言に反論したが、それとともにEWGは、その農産物が一度も農薬検査を受けたことがないことを突き止めた。EWGはこれをストッセルに伝えたが、番組のプロデューサーは「検査結果は説明通りだった」というストッセルの発言を支持し、数か月後のこの番組の再放送で訂正されることはなかった。その後、『ニューヨーク・タイムズ』紙の報道でEWGの主張が正しかったことが確認され、ABCニュースは当該のプロデューサーを停職1か月、ストッセルを懲戒の処分にした。ストッセルは、「番組で述べた通りに検査が行われたと思っていた」と謝罪したものの、報道の要点は間違いないと主張した。

#### フレデリック・K・C・プライス
2007年3月の『20/20』におけるテレビ伝道師の私生活や金遣いに関する報道で、ストッセルは、1997年にライフタイムで放送されたフレデリック・K・C・プライスを取り上げた番組の映像を使用した。使用された映像において、プライスは、贅沢な生活をしている大富豪の喩え話をし、そのような人物であっても精神的には満たされないと説いたが、これをストッセルは、プライス自身の話をしていると誤って説明した。プライスはストッセルとABCニュースを名誉毀損で訴え、法定外の和解に基づき、ABCニュースはこの件について正式に謝罪した。

## 私生活
ストッセルは、妻のエレン・エイブラムス(Ellen Abrams)、子供のローレン(Lauren)、マックス(Max)とともにニューヨークに住んでいる。また、マサチューセッツ州にも家を持っている。
妻もユダヤ人であり、結婚後はアシュケナージ系ユダヤ人としての伝統を尊重するようになった。子供はユダヤ教徒として育てた。ストッセルは、『ストッセル』の2010年12月16日に放送された回"Skeptic or Believer"において、自身は不可知論者であり、神の存在は信じてはいないが、存在の可能性は否定しないと述べている。
兄のトーマス・P・ストッセルは、ハーバード大学医学大学院の教授であり、同大学の大学病院であるブリガム・アンド・ウィメンズ病院の血液学部門長を務めた。メルクやファイザーなどの製薬会社の顧問も務めている。甥のスコット・ストッセルは、ジャーナリスト、雑誌編集者である。
ストッセルは一度も喫煙したことがないにもかかわらず肺癌を発症した。早期に発見され、片方の肺の5分の1を切除したことを2016年4月20日に発表した。

## 著書
- Give Me a Break: How I Exposed Hucksters, Cheats, and Scam Artists and Became the Scourge of the Liberal Media... (Paperback ed.). Harper Paperbacks. (2005). ISBN 978-0-06-052915-4
- Myths, Lies and Downright Stupidity: Get Out the Shovel – Why Everything You Know is Wrong (Paperback ed.). Hyperion. (2007). ISBN 978-0-7868-9393-5
- No, They Can't: Why Government Fails – But Individuals Succeed（英語版）. Threshold Editions. (2012). ISBN 978-1451640946

### ストッセルに関する書籍や記事
- ABC News Biography
- Johnson, Peter. "Stossel's evolution from activist to contrarian angers some of his fans", USA Today, April 30, 2006
- Sullum, Jacob. "Risky Journalism: ABC's John Stossel bucks a fearful establishment" Reason, April 1997.

### ストッセルによる記事
- John Stossel's 20/20 Web Page
- John Stossel's Newspaper Columns
- John Stossel's Column on Creators.com